# Wohnhaus Hinter dem Berg 67
Das Wohnhaus Hinter dem Berg 67 in der niedersächsischen Gemeinde Lilienthal-Sankt Jürgen/Frankenburg im Landkreis Osterholz stammt vom Ende des 19. Jahrhunderts. Aktuell (2025) wird es zum Wohnen und gewerblich genutzt.
Das Gebäude steht unter Denkmalschutz (siehe auch Liste der Baudenkmale in Lilienthal).

## Geschichte und Beschreibung
Lilienthal geht auf die Gründung des Klosters Lilienthal im 13. Jahrhundert zurück. Der Ortsteil St. Jürgen liegt nordwestlich des Kerns von Lilienthal und stammt aus dem 12. Jahrhundert.

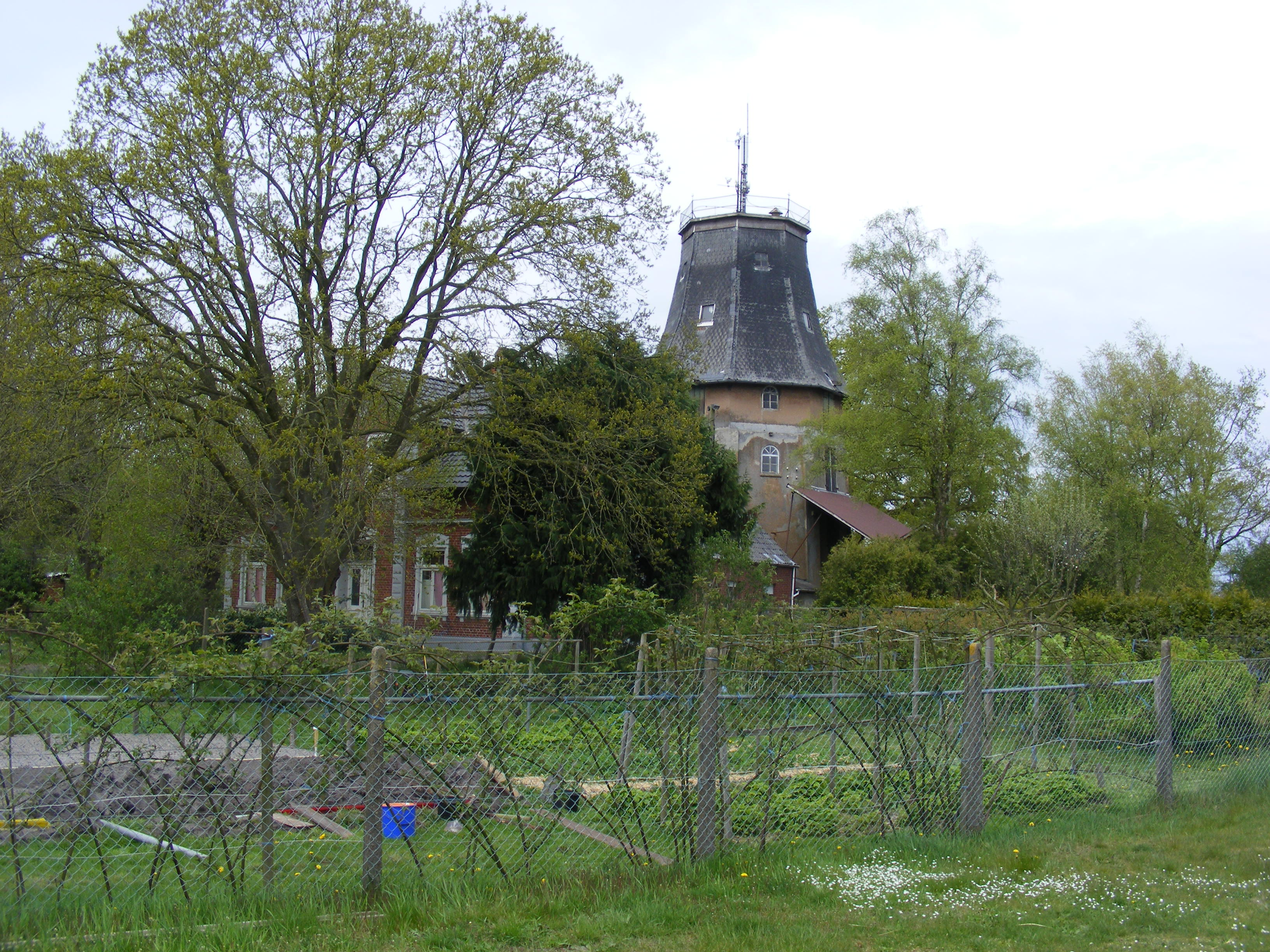
Haus und Stumpf der Frankenburger Windmühle

Das eingeschossige traufständige verklinkerte Gebäude auf Sockel mit ziegelgedecktem Satteldach wurde um 1890 gebaut. Gestaltet wurde das Haus mit einem mittigen Giebelrisalit mit Freigespärre, geputzten Fensterrahmungen und Lisenen. Horizontale Regenwasserrohre beeinträchtigen erheblich die Gestaltung.
Das Landesdenkmalamt befand u. a.: „… in zeittypischer Formensprache …“
Hinweis: Auf dem Areal steht der viergeschossige Rumpf ohne Galerie und Kappe/Flügel der ehemaligen Frankenburger Windmühle als Galerieholländer aus dem 19. Jahrhundert.